# All daurat

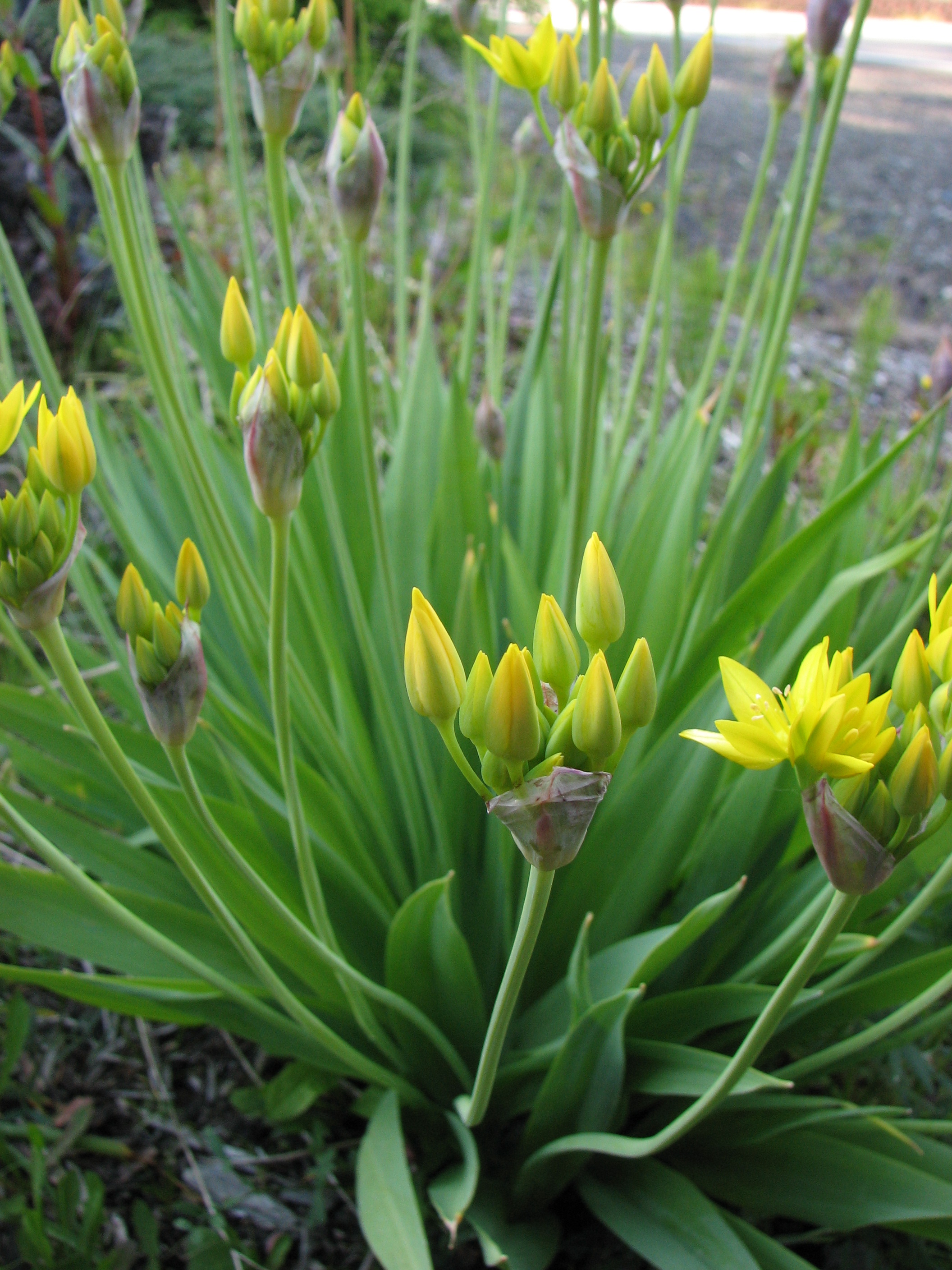
Vista de la planta

L'all daurat (Allium moly), és una espècie de planta perenne i vivaç de la família de les amaril·lidàcies. Té un bulb comestible, i és utilitzada com a planta medicinal i ornamental. També pot rebre el nom d' all groc.
El suc d'aquesta planta s'utilitza com a repel·lent d'arnes. Es diu que tota la planta repel·leix els insectes. Tot i que no existeix una menció específica dels usos medicinals que s'han observat en aquesta espècie, els membres d'aquest gènere són, en general, molt saludables per a la dieta. Contenen compostos de sofre (que els proporcionen el gust de ceba) i, quan se'ls afegeix a la dieta de manera regular, ajuden a reduir els nivells de colesterol en sang, actuen com un tònic del sistema digestiu i circulatori.
Aquesta planta arriba a fer 20-40 cm d'alçada. És glabra, amb un bulb ovoide de color marró; les tiges rígides, cilíndriques, instal·lades sota la base d'una sola fulla lanceolada-acuminada d'uns 1-2 cm d'ample, plana i llisa, i una mica rígida. Les flors són grogues i grans, i es produeixen en umbel·les.
És originària d'Espanya i del sud de França, i s'estén fins a Transsilvània. Es troba als àrids turons de pedra calcària de les muntanyes de l'Aude i als Baixos Alps de França, en prats una mica humits i replans rocosos del sud de Catalunya i del centre del País Valencià.
De vegades és cultivada i s'escapa del cultiu.